# 120/21
Il Cannone da 120/21 fu un pezzo dell'artiglieria da fortezza e da costa impiegato dal Regio Esercito e dalla Guardia alla Frontiera del Regno d'Italia durante la prima e la seconda guerra mondiale.

## Storia
Il pezzo deriva dal 12 cm Ringrohrkanonen Modell 1882, un cannone prodotto dalla tedesca Krupp per armare le torrette Gruson, una tipologia di torrette corazzate per fortificazioni e batterie costiere. Fu acquisito negli anni 1880 dal Regno d'Italia e denominato prima 12 ARC Ret e, dall'inizio del '900, 120A. Fu acquisito in pochi esemplari, in quanto per l'armamento delle opere gli furono preferito i cannoni 120G e soprattutto 149/35. Armò i forti del Vallo Alpino durante la prima guerra mondiale. Ridenominato 120/21, all'entrata in guerra dell'Italia nel 1940 risultavano ancora in carico alla Guardia alla Frontiera 5 pezzi.

## Tecnica
- granata di ghisa acciaiosa da 120/21: corpo bomba in ghisa acciaiosa, carica in nougat, peso: 17,8 kg
- granata monobloc da 120/21: corpo bomba in acciaio, carica in nougat, peso: 15,7 kg
- granata da 120/21: corpo bomba in acciaio, carica in miscela nitrato d'ammonio-dinitronaftalina-tritolo (MNDT o siperite), peso: 18,7 kg
- shrapnel da 120/21: corpo bomba in acciaio, carica con pallette di piombo-antimonio, peso: 24 kg
- shrapnel da 120/21: corpo bomba in ghisa, carica con pallette di piombo-antimonio, peso: 17,2 kg

Il 120/21 è un cannone da posizione a retrocarica, con canna in acciaio con cerchiatura di rinforzo anch'essa in acciaio ed otturatore a vitone. L'innesco è a cannello a frizione o a percussione. La bocca da fuoco è incavalcata su vari tipi di affusto:
- affusto a cannoniera minima tipo Schumann-Gruson: l'affusto è posizionato in una torre corazzata girevole in ghisa, munita di ventilatore per disperdere i gas di sparo. L'affusto presenta, invece delle orecchioniere, due guide arcuate, lungo le quali scorrono gli orecchioni della culatta; in questo modo il perno della rotazione non è l'orecchione ma la feritoia cannoniera[4].
- affusto per torre corazzata.
- affusto in casamatta.